# 比什基
49°31′16″N 25°1′56″E / 49.52111°N 25.03222°E
比什基（烏克蘭語：Бишки）是位於烏克蘭西部特諾皮爾州裏特諾皮爾區的村莊，面積0.24平方公里，2003年該村落人口567，人口密度每平方公里2,468.1人。